# Tatew (miejscowość)
Tatew – wieś w Armenii, w prowincji Sjunik. W 2011 roku liczyła 864 mieszkańców.